# 410 p.n.e.
| [ Edytuj tabelę ] |                                                                      |
| Władca Chin       | - 426 p.n.e. Weiliewang 402 p.n.e.                                   |
| Król Elimei       | - 435 p.n.e. Derdas I 405 p.n.e.                                     |
| Król Epiru        | - 430 p.n.e. Tarypas 390 p.n.e.                                      |
| Król Kartaginy    | - 440 p.n.e. Hannibal Magonida 406 p.n.e.                            |
| Król Linkos       | - 430 p.n.e. Arrabajos I 400 p.n.e.                                  |
| Król Macedonii    | - 413 p.n.e. Archelaos I 399 p.n.e.                                  |
| Władca Persji     | - 424 p.n.e. Dariusz II 404 p.n.e.                                   |
| Król Sparty       | - 459 p.n.e. Plejstoanaks 409 p.n.e. - 427 p.n.e. Agis II 398 p.n.e. |
| Król Sydonu       | - 426 p.n.e. Abdamon 404 p.n.e.                                      |
| Król Syngalezów   | - 437 p.n.e. Pandukabhaya 367 p.n.e.                                 |
| Król Tracji       | - 424 p.n.e. Seutes I 410 p.n.e.                                     |

Rok 410 p.n.e.
stulecia: VI wiek p.n.e. ~
V wiek p.n.e. ~
IV wiek p.n.e.

lata: 420 p.n.e. «
414 p.n.e. «
413 p.n.e. «
412 p.n.e. «
411 p.n.e. «
410 p.n.e. »
409 p.n.e. »
408 p.n.e. »
407 p.n.e. »
406 p.n.e. »
400 p.n.e.

## Wydarzenia
Europa
- Przywrócenie demokracji w Atenach po okresie rządów oligarchów.
- Zwycięstwo Aten w bitwie morskiej pod Kyzikos w trakcie II wojny peloponeskiej.
- Eurypides napisał tragedię pt. Fenicjanki.

Bliski wschód
- Z tego roku pochodzi najstarszy zachowany horoskop z Babilonu.

## Urodzili się
- Agesipolis I, król Sparty (zm. 380 p.n.e.)

## Zmarli
- Protagoras, grecki filozof
- Hipokrates z Chios, grecki matematyk
- Mindaros, grecki (spartański) dowódca wojskowy